# Petinomys crinitus
Petinomys crinitus is een eekhoorn uit het geslacht Petinomys die voorkomt op het Filipijnse eiland Basilan, ten zuiden van Mindanao, waar het het enige endemische zoogdier is. Deze soort lijkt op P. mindanensis, die vaak tot dezelfde soort wordt gerekend. P. crinitus is echter kleiner en heeft een afgeplatte staart.